# Ouverture d'un circuit inductif
Les inductances s'opposant à la variation du courant qui les traversent, l'ouverture d'un circuit inductif parcouru par un courant peut amener des surtensions.

## Description du phénomène

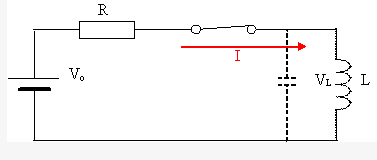
Figure 1 - L'alimentation charge l'inducteur à travers la résistance.

Dans le diagramme ci-contre (figure 1) une bobine qui se charge à travers une résistance et un interrupteur est représentée. Le condensateur dessiné en pointillés représente la valeur équivalente des capacités parasites entre spires de la bobine.

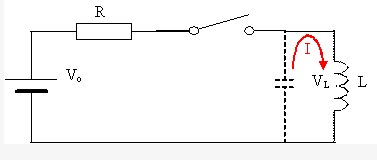
Figure 2 - L'interrupteur s'ouvre. Le courant ne peut circuler qu'en chargeant la capacité parasite.

À un instant {\displaystyle \scriptstyle {t_{\circ }}} l'interrupteur s'ouvre. En regardant la définition de l'inductance :
{\displaystyle u=-L{di \over dt}\,}
On voit que pour que le courant qui traverse la bobine s'annule instantanément, il faudrait l'apparition d'une tension infinie à ses bornes, ce qui est impossible. Le courant continue à circuler à travers les capacités parasites (figure 2).

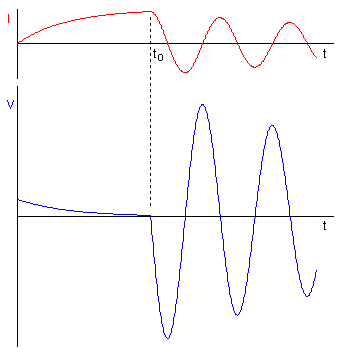
Figure 3 - À l'instant l'interrupteur s'ouvre et laisse l'inductance osciller avec les capacités parasites.

Nous nous retrouvons avec un circuit LC oscillant avec une pulsation :
{\displaystyle \textstyle {\omega ={1 \over {\sqrt {LC}}}}}
soit une fréquence :
{\displaystyle f_{0}={\omega  \over 2\pi }={1 \over {2\pi {\sqrt {LC}}}}}
où {\displaystyle \scriptstyle {C}} est la valeur équivalente des capacités parasites. Si l'isolation électrique et la rigidité électrique du bobinage est suffisante pour résister aux hautes tensions et si la tension de tenue de l'interrupteur est suffisante, l'oscillation continuera avec une amplitude décroissante à cause des pertes diélectriques des capacités parasites et de pertes résistives du bobinage. Si, de plus, la bobine comporte un noyau ferromagnétique il y aura aussi des pertes dues à l'hystérésis (proportionnelles à la fréquence) et des pertes par courants de Foucault (proportionnelles au carré de la fréquence).
La tension maximale de l'oscillation peut être très élevée, comme illustré sur la figure 3 qui montre le cas extrême où le courant est interrompu alors qu'il a son amplitude maximale. Ceci lui vaut le nom de surtension. Cela vient du fait qu'après l'interruption du courant l'énergie de l'inductance {\displaystyle \scriptstyle {{1 \over 2}LI^{2}}} a été transférée aux capacités parasites {\displaystyle \scriptstyle {{1 \over 2}CV^{2}}}.
La surtension maximale peut être calculée à partir de l'égalité : {\displaystyle \scriptstyle {{1 \over 2}LI_{o}^{2}}=\scriptstyle {{1 \over 2}CVmax^{2}}}, {\displaystyle \scriptstyle {I_{o}}} étant la valeur du courant à l'instant de coupure.
{\displaystyle Vmax=I_{o}{\sqrt {L \over C}}}
À courant donné, la surtension est d'autant plus élevée que l'inductance est plus grande et que la capacité est plus faible.

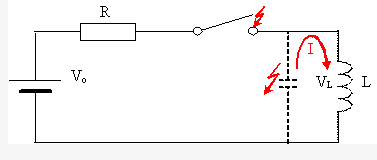
Figure 4 - Réamorçage de l'interrupteur.

Si la surtension est très élevée, la tension aux bornes de l'interrupteur peut dépasser sa tension de tenue entre contacts, il se produit alors un réamorçage (appelé aussi ré-allumage, car l'arc est ré-allumé entre les contacts de l'interrupteur) comme illustré sur la figure 4.
Bien que les arcs électriques soient le plus souvent nuisibles et dangereux, dans certaines applications ils sont utiles et souhaités. C'est le cas de la soudure à l'arc, lampes à décharge, fours à arc utilisés en métallurgie, etc..
La lampe à arc dans un premier temps, puis la bougie de Jablochkoff dans un deuxième temps, étaient les seuls moyens de faire de la lumière avec de l'électricité avant l'invention de la lampe à incandescence par l'américain Thomas Edison simultanément avec l'anglais Sir Joseph Swan.

## En électrotechnique
Face au phénomène d'ouverture d'un circuit inductif, l'électrotechnicien aura tendance à raisonner d'un point de vue énergétique. L'énergie qui se trouve dans la bobine l'instant d'avant la rupture doit se dissiper quelque part. Très souvent la majeure partie de l'énergie se dissipe dans l'étincelle de rupture au moment de l'ouverture du contact. Le reste de l'énergie se dissipe dans la bobine en tant que telle, pendant la période des phénomènes oscillatoires post-rupture.
Dans l'industrie, quand on doit gérer de nombreuses ruptures de courant sur une machine inductive, on branche en parallèle un ou des composants permettant d'assurer un chemin à ce courant, comme une diode, dite de « roue libre ». C'est le plus souvent le cas avec des électroaimants.

## En électronique
Si l'interrupteur est remplacé par un composant électronique il faut se prémunir des surtensions de coupure destructrices. Ceci sera réalisé en plaçant aux bornes de la bobine un ou des composants permettant d'assurer un chemin au courant à l'instant du blocage du composant principal. Le choix et le dimensionnement de ce circuit dérivateur permettent non seulement de limiter la valeur de la surtension, mais aussi d'en amortir l'oscillation.

## En mécanique automobile
Les rupteurs des moteurs à allumage commandé fonctionnent sur ce même principe. Un courant est appliqué dans un circuit comportant une bobine d'allumage et est brutalement coupé par le rupteur, actionné par une came, afin de produire une forte tension entre les électrodes de la bougie et provoquer un arc électrique, entraînant la combustion du mélange. De nos jours, les rupteurs sont abandonnés au profit de l'allumage électronique, dont certaines variantes reposent toujours sur ce principe.